# Die Ausgebufften
Die Ausgebufften (Originaltitel: Les Valseuses, wörtlich „Die Walzertänzerinnen“, im Argot auch „Eier“ bzw. „Hoden“) ist eine französische Filmkomödie von Bertrand Blier aus dem Jahr 1974.

## Handlung
Die beiden Kumpel Jean-Claude und Pierrot leben in den Tag hinein. Sie lehnen die bürgerliche Gesellschaft ab, schlagen sich mit Diebstählen durchs Leben und fahren mit geklauten Fahrrädern oder Autos in der Gegend umher. Ihr Liebesleben kennt dabei keine Langeweile. Sie führen eine offene Beziehung mit der Friseurin Marie-Ange oder nuckeln im Zugabteil an der Brust einer jungen Mutter. Eine ältere, gerade aus dem Gefängnis entlassene Frau namens Jeanne überreden sie zu einem flotten Dreier im Hotel. Jeanne erschießt sich daraufhin durch einen Schuss in ihre Vagina. 
Die beiden fliehen und suchen nach dem Sohn der Toten. Kaum haben sie ihn gefunden, stellt dieser sich als Mörder heraus, er tötet seinen ehemaligen Gefängniswärter. Jean-Claude und Pierrot werden nun ihrerseits als Mörder gesucht, mit Marie-Ange sind sie nun auf der Flucht vor der Polizei.

## Hintergrund
Die Ausgebufften war das erfolgreiche Regiedebüt von Bertrand Blier, Sohn von Bernard Blier. Die Erotik-Satire über die rebellierende Jugend machte die seinerzeit noch relativ unbekannten Hauptdarsteller Gérard Depardieu, Patrick Dewaere und Miou-Miou über Nacht zu Stars. Isabelle Huppert spielte darin eine ihrer ersten Rollen und auch Altstar Jeanne Moreau hatte einen Auftritt.

## Kritiken
Für das Lexikon des internationalen Films war Bliers Die Ausgebufften „[w]eder Parodie noch kritische Auseinandersetzung, sondern ein oberflächlich-modischer Film, der sich in antibürgerlichen Attitüden gefällt“. Der Spiegel beschrieb den Film 1974 als „rüde[n] Halbstarken- und Unterleib-Klamauk“.
Laut Cinema ist die „respektlose Außenseiterkomödie“ ein „anarchisches Spiel mit dem Tabubruch“. Das „freizügige Regiedebüt errang schon kurz nach dem Kinostart in Frankreich Kultstatus“.

## Synchronisation
| Rolle             | Darsteller        | Synchronsprecher      |
| ----------------- | ----------------- | --------------------- |
| Jean-Claude       | Gérard Depardieu  | Christian Brückner    |
| Pierrot           | Patrick Dewaere   | Arne Elsholtz         |
| Marie-Ange        | Miou-Miou         | Dagmar Biener         |
| Jeanne Pirolle    | Jeanne Moreau     | Eva Katharina Schultz |
| junge Mutter      | Brigitte Fossey   | Almut Eggert          |
| Jacques Pirolle   | Jacques Chailleux | Norbert Langer        |
| Bursche           | Thierry Lhermitte | Manfred Lehmann       |
| Jacqueline        | Isabelle Huppert  | Renate Küster         |
| Jacquelines Vater | Christian Alers   | Martin Hirthe         |